# WB Games Boston
WB Games Boston (ранее Turbine, Inc., Turbine Entertainment Software, Second Nature, и изначально CyberSpace, Inc.) — компания-разработчик компьютерных игр. Была основана Джоном Монсаррэтом, Джереми Гэффни, Кевином Лэнджевином, и Тимоти Миллером. Расположена в Вествуде, штат Массачусетс, В основном занимается разработкой MMORPG. Turbine — частная компания, спонсируемая Highland Capital Partners, Polaris Venture Partners, Warner Bros. и частными инвесторами.
15 февраля 2005 года название компании было официально изменено на Turbine Inc. В 2010 году была приобретена концерном Warner Bros.

## Выпущенные игры
- Asheron’s Call (2 ноября 1999) — издано компанией Microsoft. Ведущий дизайнер Тоби Рэгэйни.
  - Asheron’s Call: Dark Majesty (1 ноября 2001) — издано компанией Microsoft. Творческий Директор Джейсон Бут.
  - Asheron’s Call: Throne of Destiny (18 июля 2005) — издано компанией Microsoft.
- Asheron’s Call 2: Fallen Kings (22 ноября 2002) — издано компанией Microsoft.
  - Asheron’s Call 2: Legions (4 мая 2005) — издано компанией Microsoft.
- Dungeons & Dragons Online (28 февраля 2006) — издано компанией Atari.
- Властелин Колец Онлайн: Тени Ангмара (24 апреля 2007) — издано компанией Midway Games в США, Codemasters в Европе, 1С в России, Tecmo в Японии и CDC Games в Китае. Главный дизайнер Карделл Керр. Исполнительный продюсер Джеффри Стифель.
  - Властелин Колец Онлайн: Копи Мории (18 ноября 2008)
  - Властелин Колец Онлайн: Осада Лихолесья (2009)
  - Властелин Колец Онлайн: Угроза Изенгарда (2011)
  - Властелин Колец Онлайн: Всадники Рохана (2012)
  - Властелин Колец Онлайн: Хельмова Падь (2013)
- Infinite Crisis (2015)
- Batman: Arkham Underworld (2016)
- Game of Thrones: Conquest (2017)